# Lee-on-the-Solent
Lee-on-the-Solent, ou parfois Lee-on-Solent, est un quartier balnéaire et résidentiel du district de Gosport dans le Hampshire, en Angleterre.
Lee-on-the-Solent se situe à environ huit kilomètres à l'ouest de Portsmouth, sur la côte du Solent.